# Atzelberg (Wüstung)
Atzelberg ist eine Wüstung bei Odenheim im Landkreis Karlsruhe in Baden-Württemberg.

## Lage
Atzelberg befand sich zwischen Odenheim und Zeutern im Feilschbachtal um den Hatzelberg herum.

## Geschichte
Dem Ort Odenheim kam in der fränkischen Siedlungszeit eine Zentralbedeutung zu, da um ihn herum verschiedene Nebensiedlungen errichtet wurden, die sich jeweils etwa drei Kilometer voneinander entfernt befanden. Die bedeutendste dieser Nebensiedlungen war Atzelberg. Der Name der Siedlung ist urkundlich nicht belegt, wird aber aus der alten Bezeichnung des heutigen Hatzelbergs abgeleitet. Der Haupthof der Siedlung war vermutlich der in einer Urkunde des Klosters Lorsch im Jahr 776 genannte Hof des Volcger, den dieser dem Kloster geschenkt hatte und den das Kloster 815 an einen Helmgoz gegen Besitz in Odenheim eintauschte. Zu beiden Seiten dieses Hofes schlossen sich das Ober- und Unterdorf aus weiteren Höfen an. Das Unterdorf befand sich auf heute Zeuterner Gemarkung im Gewann Bei den 9 Brunnen, der Haupthof und das Oberdorf auf heute Odenheimer Gemarkung im Gewann Auf der Mauer. Aus der Zahl und Lage der urkundlich genannten alten Mühlen um Odenheim schließt man, dass sich in Atzelberg einst auch eine Mühle befunden haben muss, und zwar dort, wo später das Wehr der Waldmühle war. Der 815 genannte Grundherr Helmgoz ließ um 840 in der Nähe seines Wohnhauses eine steinerne Kirche errichten.
Atzelberg fiel vermutlich den Ungarneinfällen des Jahres 954 zum Opfer. Von den Wohnhäusern sind keine Spuren erhalten, wohl aber bildeten Haustein-Trümmer der Kirche im Gewann Mauerwiesen jahrhundertelang ein steiniges Ödland zwischen Wiesen und Äckern. Im Gewann Auf der Mauer wurde 1725 noch ein einzelnes Hofgut erwähnt. Der Siedlungsplatz wurde beim Bau der Nebenbahn von den Bahnanlagen durchschnitten.
Zu Atzelberg zählten außerdem noch zwei kleine Nebensiedlungen, nämlich Feilschbach im hinteren Feilschbachtal an der Stelle des späteren Hollerbauer-Hofguts, und Salzweiler in der hinteren Silz und im Hanfland, wo 1725 noch ein weiteres Hofgut erwähnt wird.